# Nowy Folwark (województwo lubelskie)
Nowy Folwark – wieś w Polsce położona w województwie lubelskim, w powiecie chełmskim, w gminie Leśniowice.
| SIMC    | Nazwa         | Rodzaj    |
| ------- | ------------- | --------- |
| 0104975 | Pod Maczułami | część wsi |

W latach 1975–1998 miejscowość położona była w województwie chełmskim.
Wieś jest sołectwem w gminie Leśniowice. Według Narodowego Spisu Powszechnego z roku 2011 wieś liczyła 67 mieszkańców i była dziewiętnastą co do liczby ludności miejscowością gminy.
Wierni Kościoła rzymskokatolickiego należą do parafii św. Jana Chrzciciela w Rakołupach.

## Historia
Słownik geograficzny Królestwa Polskiego z roku 1886 wymienia  Nowy  Folwark jako folwark w powiecie chełmskim, gminie Rakołupy, parafii  obrzędu łacińskiego w Wojsławicach obrzędu greckiego w  Rakołupach. Folwark stanowił część dóbr Rakołupy.
Oddalony on był około 600 m na zachód od osady pałacowej i tworzył oddzielną jednostkę gospodarczą widoczną na planie dóbr Rakołupy z 1870 roku.  
Według opisu do Folwarku Nowego przypisane było  gruntów ornych i ogrodów  376 mórg, łąk mórg 44, lasu mórg 41, nieużytków mórg 11, razem mórg 472.
Budynków murowanych było w folwarku 1, z drzewa 4, stosowano  płodozmian 9. polowy. Las urządzony w kolei 80. letniej.
W czasie II wojny światowej w tej okolicy działała grupa partyzancka dowodzona przez Konstantego Mastalerza ps. Stary, który w czerwcu 1942 r. prowadził oddział do bitwy pod Nowym Folwarkiem. 